# 女子高生
女子高生（じょしこうせい）とは、女子高校生（じょしこうこうせい）・女子高等学校生（じょしこうとうがっこうせい）の略である。女子高生の略称として『JK』（Joshi-Kouseiの略、ジェーケー・ジェイケイ）がある。別称として中学校・高等学校の女子生徒を指す「女学生」（じょがくせい）がある。
ここでは日本の「女子高生」について、広義の意味での用語を解説する。

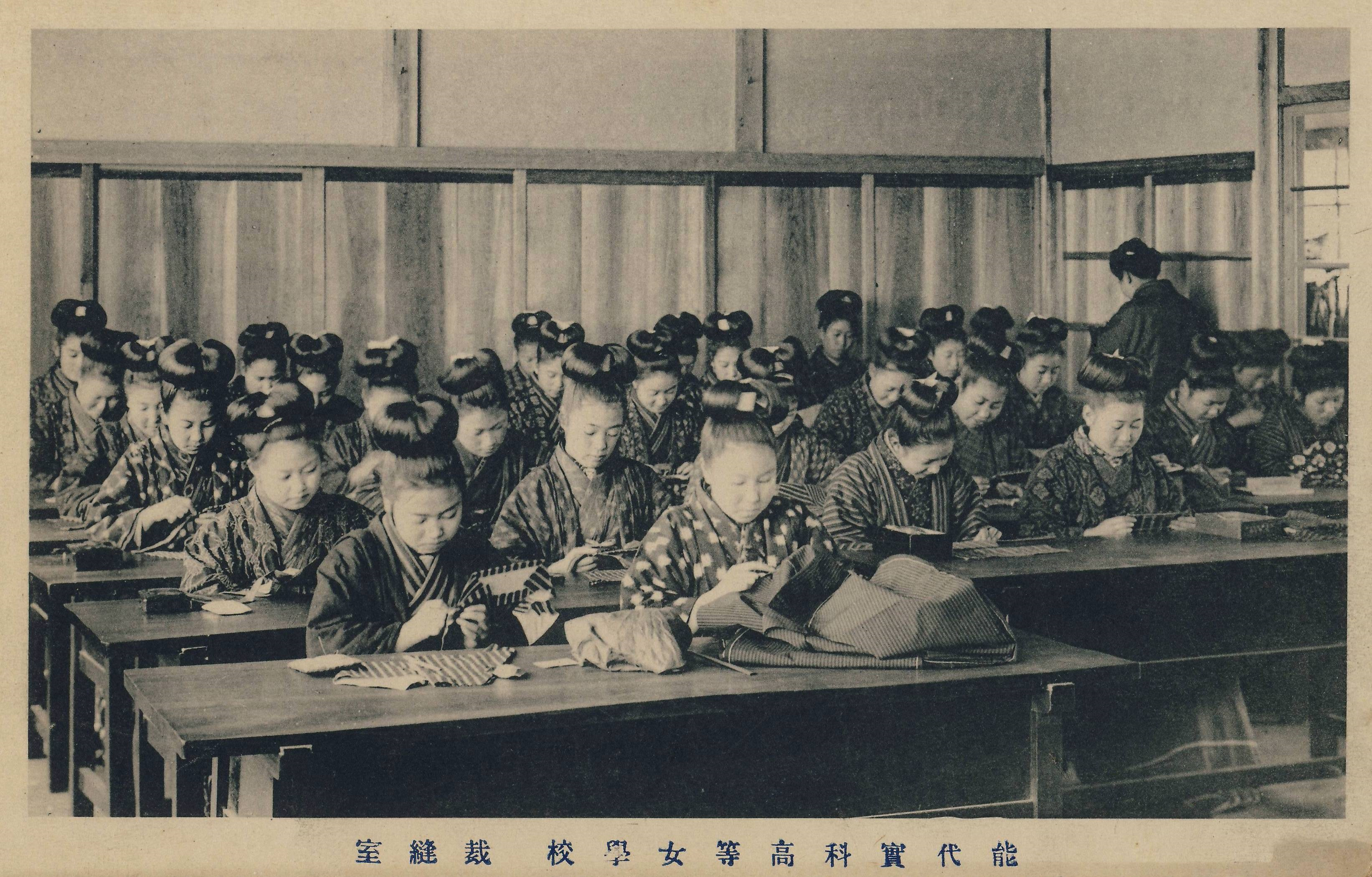
秋田県能代港町立能代実科高等女学校の生徒（1916年）

## 歴史

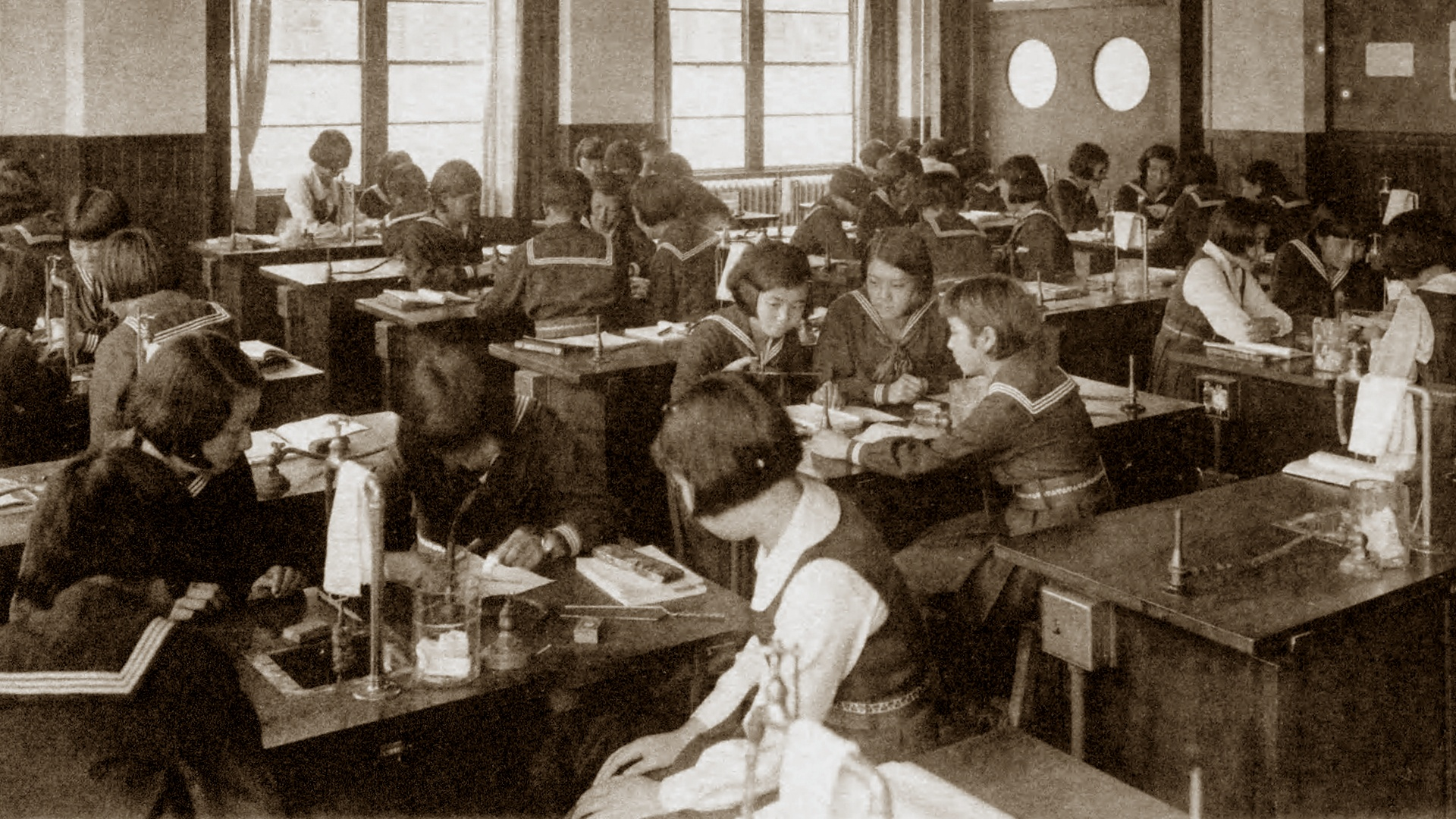
東京女子高等師範学校附属高等女学校の生徒（1936年）

戦前の学制においては、現在の高等学校に対応する旧制中等教育学校の一つである「高等女学校」の生徒が区分上は「女子高生」に相当する。1882年、日本で最初の女子教員養成機関である東京女子師範学校（後に東京女子高等師範学校に改組）に附属する形で日本初の高等女学校（現在のお茶の水女子大学附属中学校・高等学校）が誕生した。
戦前の学制における旧制高等学校は、学校教育法に基づく現在の高等学校（新制高等学校）が（後期）中等教育機関であるのとは異なり、高等教育機関（現在の大学や高等専門学校に相当）に位置付けられており、かつ女子の入学は認められていなかった。旧制高等学校が女子にも門戸を開放したのは1947年度の入学試験からで、名前としての「女子高生」が誕生したのもこの年度からである。しかし、学制改革によって旧制中等教育学校が新制高等学校に切り替わったことで、旧制高校の入学者は1948年度が最後となっている。旧制の1947年度入学者は、1950年3月の旧制高校廃止まで在籍し、48年度入学者は1年次修了で新制大学へ進学しており、この学制の過渡期には、旧制と新制の2種類の女子高生がいたことになる。1950年度からは新制の女子高生ばかりとなって現在に至る。
「女子高生」という言葉が使われだした明確な時期については不明だが、1962年2月の秋田魁新報の夕刊の中で『病院に咲く愛の花 名もあかさぬ女子高生』という記事が存在している。

## 文化

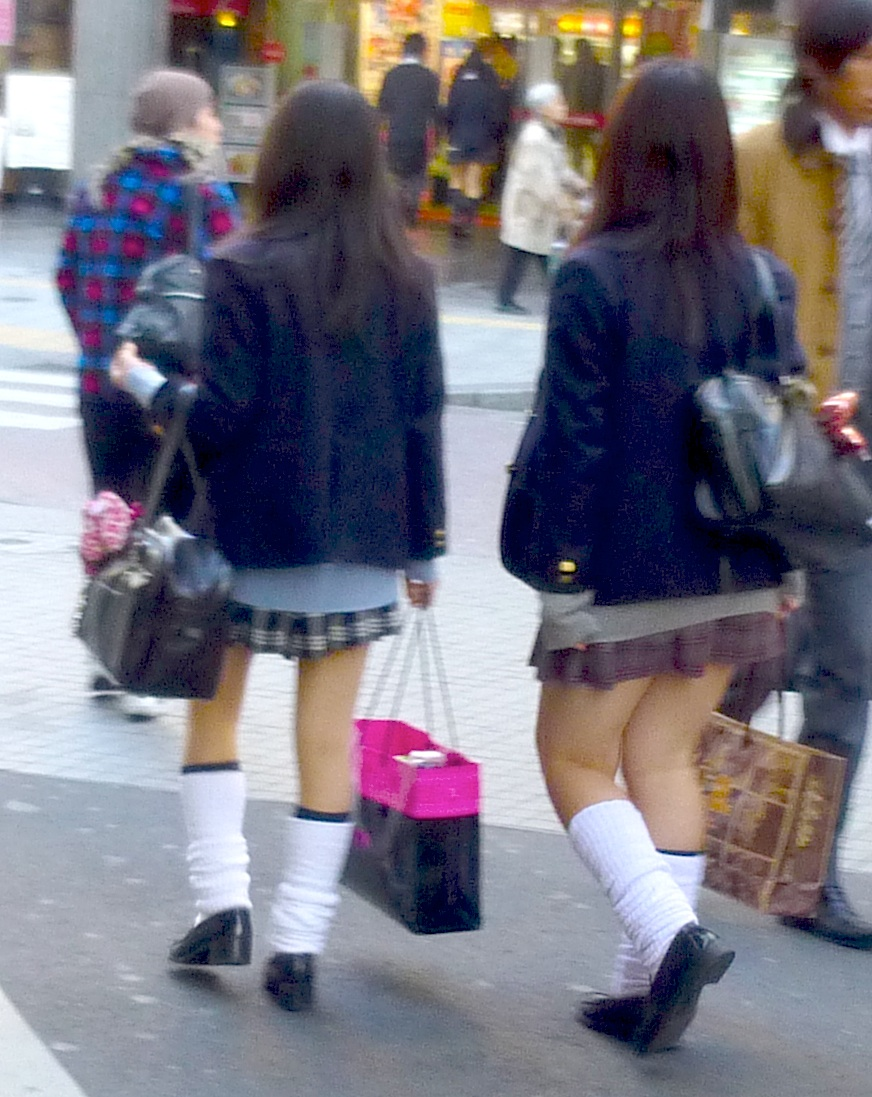
典型的な女子高生の制服の着崩し方。1990年代のコギャル文化を現在も踏襲している面が強い。
（写真は2012年）

過去、「女子高生」は新しい流行を作り出し、けん引してきた。
「女子高生」が文化として着目されたのはポスト団塊ジュニアが高校に在学していた1990年代だと言われている。女子高生の文化にマスメディアが焦点を当て、テレビなどでトレンドや新しいムーブメントとして紹介されたこと、ブルセラや援助交際などの社会的な問題などがあって「女子高生ブーム」が起きたと言われている。1993年8月、全国でブルセラショップの摘発報道が一斉に開始し、ルーズソックスやミニスカート制服の流行、ポケベル・携帯電話などの新しいコミュニケーションツールの素早い取り入れや活用、「チョベリバ」などの新語の創出、テレクラやツーショットダイヤルを介した「援助交際」など、新しい文化を次々と生み出してマスメディアに話題を提供し続けた。バブル経済崩壊後、日本経済が低迷する中で固定観念を持たず従来の価値観を覆して邁進する「女子高生」のイメージは、マスメディアに対する一種のカンフル剤のような効果を果たしたのではないかと指摘する声もある。

中国では国産化した日本の女子高生のスカート。

1990年代以降、「制服」がおしゃれやファッションや文化の手段としての傾向が強まったとの見方もあり、近年の日本におけるこのような制服のファッション化は、日本国外でも注目されており、フランスの雑誌『Japan LifeStyle』における言及、「日本の女子高生の制服は自由の象徴」といったパリ娘たちの意見や2009年Japan Expoにおける制服ファッションの前年比での激増、ファッション誌に常に制服が特集されているタイ王国、バンコクで2009年3月に開催された制服ファッションイベント「カワイイ・フェスタ」されている。中国では、若い女性の間で女子高生の制服「JK制服」はロリータ・ファッション、漢服を加えた3つが「三坑」（3つの穴）ファッションと呼ばれ、年々需要が拡大している一方である。中国では日本から本物の「JK制服」を輸入するバイヤーだけでなく、中国国内向けに新たな「JK制服」を製造・販売するブランドも立ち上がっており、「JK制服」の入手が容易になったことから2020年代前半には上海といった都市部で「JK制服」を着用した中国人女性が普通に見られるようになった。

## 問題行動
1990年代以降、女子高生の性的価値の高さに着目した下記のような闇のビジネスが台頭した。下記については消費者となる成人男性だけでなく、一部の女子高生も金銭欲しさに積極的に加担するようになり、新たな社会問題となった。
1990年代に入ると携帯電話やインターネットが急激に普及し、金銭的な援助を目的とした成人男性との交際である「援助交際（略語は援交）」やブルセラという中古制服や中古下着の販売などが特に問題となった。匿名の掲示板や出会い系サイトの発達など、情報社会の進展に伴い女子高生が関わる援助交際の増大の一因とも指摘され、社会問題としても大きく取り上げられている。
また2000年代中盤以降はいわゆる「JKビジネス」が発展、2010年代に入ると、「JKリフレ」「JK見学」などサービスの過激化とともに、マスメディアでも取り上げられ、警察から度々摘発されるなど、問題視されている。
ただし成人年齢引き下げ後の特定少年（18歳と19歳の者）は親権や虞犯や未成年者略取誘拐罪の客体対象外となった（お持ち帰りされたり同棲したり愛人として囲われるのも合法となり反対している親が警察に言っても本人の意思に反して家に連れ戻されることはなくなった）。
一方で15歳の者は刑法改正により法定強姦の客体対象となった。
16歳と17歳の者は青少年健全育成条例や児童福祉法や児童買春・ポルノ禁止法や出会い系サイト規制法の客体対象である。

## 商標に関して
「女子高生」は以下の登録商標でもある。
権利者・伊藤ハムで「登録番号4341989および4341990」。前者の指定商品は、弁当・餃子・焼売・ピザ・ミートパイ・菓子およびパン。後者の指定商品は肉製品・加工野菜・加工果実・カレー、シチューまたはスープのもとである。
権利者・株式会社響で登録番号5378350。指定役務は、「インターネットによる広告に関する情報の提供、広告、経営の診断又は経営に関する助言、市場調査」（第35類）、「技芸・スポーツ又は知識の教授、電子出版物の提供、映画・演芸・演劇又は音楽の演奏の興行の企画又は運営、放送番組の制作」（第41類）となっている。

## JK
JK（ジェイ・ケイ、女子高生）は「女子高校生 (Joshi Kōkōsei)」の略称。派生語に「FJK・SJK・LJK」があり、それぞれFirst、Second、Lastの頭文字が接頭辞であり、1年生の女子高生、2年生の女子高生、最後の女子高生＝高校3年生の女子、を表す。
淫行条例絡みで違法JK(15～17歳)や合法JK(18歳)という語も使われる。